# Aethiaratrogus clypeatus
Aethiaratrogus clypeatus är en skalbaggsart som beskrevs av Blanchard 1851. Aethiaratrogus clypeatus ingår i släktet Aethiaratrogus och familjen Melolonthidae. Inga underarter finns listade i Catalogue of Life.